# آكي سيلستروم
آكي سيلستروم (بالسويدية: Åke Sellström) (2 نوفمبر 1948) هو أكاديمي سويدي متخصص في الأسلحة لا سيما الكيميائية منها، وهو ناشط في الوكالة السويدية لأبحاث الدفاع. حصل آكي على الدكتوراة من جامعة غوتنبرغ عام 1975.